# 平山英嗣
平山 英嗣（ひらやま ひでつぐ）は、日本の男性アニメーター、キャラクターデザイナー。サンシャインコーポレーション出身で、現在はアスリード所属。

## 作品リスト

### テレビアニメ
1991年
- おにいさまへ…（1991年 - 1992年、原画）

1992年
- クッキングパパ（1992年 - 1995年、作画監督・原画）
- 南国少年パプワくん（1992年 - 1993年、作画監督）

1993年
- 平成イヌ物語バウ（1993年 - 1994年、作画監督）

1995年
- 空想科学世界ガリバーボーイ（原画）
- ふしぎ遊戯（1995年 - 1996年、原画）
- 愛天使伝説ウェディングピーチ（1995年 - 1996年、作画監督）

1996年
- こちら葛飾区亀有公園前派出所（1996年 - 2004年、作画監督・原画）
- 爆走兄弟レッツ&ゴー!!（原画）
- エルフを狩るモノたち（作画監督）
- 名探偵コナン（1996年 - 、原画・動画チェッカー）

1997年
- 剣風伝奇ベルセルク（1997年 - 1998年、作画監督・原画）
- 爆走兄弟レッツ&ゴー!!WGP（原画）

1998年
- 爆走兄弟レッツ&ゴー!!MAX（原画）
- 発明BOYカニパン（1998年 - 1999年、原画）
- 快傑蒸気探偵団（1998年 - 1999年、作画監督・作画）

2000年
- ドキドキ♡伝説 魔法陣グルグル（絵コンテ）
- 遊☆戯☆王デュエルモンスターズ（2000年 - 2004年、絵コンテ・作画監督・原画）

2003年
- 瓶詰妖精（OP作画監督）
- D・N・ANGEL（作画監督）
- コロッケ!（2003年 - 2005年、原画）
- 円盤皇女ワるきゅーレ 十二月の夜想曲（原画）※DVD版でクレジットが追加。

2004年
- BURN-UP SCRAMBLE（作画監督・原画）

2005年
- SHUFFLE!（2005年 - 2006年、キャラクターデザイン・総作画監督・作画監督・OP作画監督）
- SHUFFLE! MEMORIES（2005年 - 2006年、キャラクターデザイン・総作画監督・作画監督・OP/ED作画監督）

2007年
- 地球へ…（作画監督）
- ZOMBIE-LOAN（作画監督）

2008年
- みなみけ〜おかわり〜（作画監督・原画）
- 喰霊-零-（作画監督）
- 遊☆戯☆王5D's（2008年 - 2011年、原画）

2009年
- みなみけ おかえり（作画監督・作画監督補佐・原画）
- かなめも（作画監督補佐）
- 戦う司書 The Book of Bantorra（原画）
- DARKER THAN BLACK -流星の双子-（原画）

2010年
- れでぃ×ばと!（作画監督・原画）

2011年
- 未来日記（2011年 - 2012年、キャラクターデザイン・総作画監督・OP/ED総作画監督・総作画監督補佐・作画監督・原画）

2012年
- 宇宙戦艦ヤマト2199（2012年 - 2013年、キャラクター作画監督）

2014年
- 勇者になれなかった俺はしぶしぶ就職を決意しました。（作画監督）

2016年
- ビッグオーダー（総作画監督・作画監督・原画）

2017年
- BanG Dream!（作画監督）
- トミカハイパーレスキュー ドライブヘッド 機動救急警察（作画監督）

2019年
- ありふれた職業で世界最強（作画監督・原画）

2021年
- 女神寮の寮母くん。（総作画監督・作画監督）

2022年
- 夫婦以上、恋人未満。（作画監督）

### OVA
1992年
- 超時空要塞マクロスII -LOVERS AGAIN-（原画）

1996年
- BURN-UP W（原画）

2009年
- みなみけ べつばら（原画）

2012年
- To LOVEる -とらぶる- ダークネス（2012年 - 2013年、作画監督補佐）

2013年
- 未来日記リダイヤル（キャラクターデザイン・作画監督・OP作画監督/原画・ED作画監督）

### ゲーム
1998年
- ゼノギアス（原画）

2008年
- テイルズ オブ ハーツ（OP原画）